# 언씬: 할로우맨
《언씬: 할로우맨》(영어: The Unseen)은 2016년 공개된 캐나다의 심리 공포 영화이다. 제프 레드냅이 감독과 각본을 맡았다. 미국에서는 2016년 10월 25일에 스크림페스트 공포 영화제에서 처음 공개되었고, 캐나다에서는 2016년 7월 17일에 판타지아 국제 영화제에서 최초 상영되었으며, 대한민국에서는 2018년 2월 8일에 개봉되었다.

## 줄거리
신체가 점점 투명해지는 희귀병에 걸린 밥. 가족을 떠나 하루하루 힙겹게 생활하던 밥은 결국 자살을 결심한다. 죽기 직전에 마지막으로 딸의 얼굴을 보고 싶었던 그는 이혼한 아내와 딸을 찾아가기로 한다. 하지만 반가운 재회도 전에 딸 이바가 사라졌다는 소식을 듣게 되고, 밥은 딸을 찾기 위해 외로운 사투에 나서는데...

## 출연
- 에이든 영 - 밥 역
- 커밀 설리번 - 달린 역
- 줄리아 세라 스톤 - 이바 역
- 벤 코튼 - 크리즈비 역
- 맥스 채드번 - 어밀리아 역
- 앨리슨 어레이아 - 몰 역
- 맥스웰 헤인스 - 벤지 역